# Eva-Maria Brem
Eva-Maria Brem (Schwaz, 13 september 1988) is een Oostenrijkse alpineskiester. Ze vertegenwoordigde haar vaderland op de Olympische Winterspelen 2010 in Vancouver.

## Carrière
Brem maakte haar wereldbekerdebuut in december 2005 tijdens de slalom in Lienz. In januari 2007 scoorde de Oostenrijkse in Altenmarkt-Zauchensee haar eerste wereldbekerpunten. Tien maanden later behaalde ze in Panorama haar eerste toptien klassering in een wereldbekerwedstrijd. Op de Olympische Winterspelen 2010 nam ze deel aan de reuzenslalom. Na de eerste run stond ze op een vierde plaats. In de tweede run was Brem goed voor een achttiende tijd, waardoor ze in het eindklassement zevende eindigde.
In maart 2014 stond Brem in Åre voor de eerste maal in haar carrière op het podium van een wereldbekerwedstrijd. Op 29 november boekte de Oostenrijkse in Aspen haar eerste wereldbekerzege. Aan het einde van de wereldbeker alpineskiën 2014/2015 eindigde ze tweede in het eindklassement van de reuzenslalom. Tijdens het seizoen 2015/2016 was Brem de beste in het eindklassement van de wereldbeker reuzenslalom.

## Resultaten

### Titels
Oostenrijks kampioene slalom - 2006
Oostenrijks kampioene reuzenslalom - 2006
Oostenrijks kampioene combinatie - 2007

### Olympische Spelen
| Jaar | Plaats    | Resultaten      |
| ---- | --------- | --------------- |
| 2010 | Vancouver | 7e Reuzenslalom |

### Wereldkampioenschappen
| Jaar | Plaats            | Resultaten        |
| ---- | ----------------- | ----------------- |
| 2015 | Vail/Beaver Creek | DNF1 Reuzenslalom |

### Wereldbeker
Eindklasseringen
| Seizoen   | Algm | SL  | RS     | SC  |
| --------- | ---- | --- | ------ | --- |
| 2006/2007 | 131e | -   | -      | 47e |
| 2007/2008 | 52e  | -   | 17e    | 24e |
| 2008/2009 | 68e  | -   | 27e    | 23e |
| 2009/2010 | 41e  | 55e | 11e    | 44e |
| 2010/2011 | 97e  | -   | 36e    | -   |
| 2011/2012 | 59e  | 44e | 20e    | -   |
| 2012/2013 | 46e  | -   | 13e    | -   |
| 2013/2014 | 27e  | 39e | 8e     | -   |
| 2014/2015 | 13e  | 41e | Zilver | -   |
| 2015/2016 | 12e  | 30e | Goud   | -   |
| 2016/2017 | 122e | -   | 50e    | -   |
| 2017/2018 | 97e  | -   | 32e    | -   |
| 2018/2019 | 58e  | -   | 17e    | -   |
| 2019/2020 | 78e  | -   | 27e    | -   |

Wereldbekerzeges
| Datum            | Plaats     | Onderdeel    |
| ---------------- | ---------- | ------------ |
| 29 november 2014 | Aspen      | Reuzenslalom |
| 20 december 2015 | Courchevel | Reuzenslalom |
| 7 maart 2016     | Jasná      | Reuzenslalom |